# قانياروق بالا (سدة أراك)
قانیاروق بالا (بالفارسية: قانیاروق بالا) هي قرية تقع في إيران في Sedeh Rural District. يقدر عدد سكانها بـ 227 نسمة بحسب إحصاء 2016.